# Jim Ochowicz
Jim Ochowicz (Milwaukee, 23 december 1951) is een voormalig Amerikaans wielrenner en mede-eigenaar van het Amerikaanse wielerteam BMC Racing Team. Als profwielrenner kwam hij op de Olympische Spelen in 1972 en 1976 uit voor het Amerikaanse team in de vier kilometer achtervolging.

## Ploegleider
In 1981 richtte hij de wielerploeg 7 Eleven op als amateurteam. In 1985 werd deze ploeg een professioneel team dat echter enkel in de Amerikaanse wedstrijden actief was. In 1991 ging de ploeg over in Motorola waar hij de algemeen manager bleef tot in 1995. In 2007 begon hij met het BMC Racing Team dat vanaf 2010 actief is in de internationale wedstrijden en sinds 2011 deel uitmaakt van de UCI World Tour-ploegen. Bij de Olympische Zomerspelen in 2000, 2004 en 2008 was hij telkens de coach van het Amerikaanse wielerteam. Toen BMC stopte in 2018 zocht hij naar een doorstart en vond die met CCC Team.
- International Standard Name Identifier: 0000 0000 3468 9230
- Library of Congress Control Number: n86039435
- Virtual International Authority File: 3948900
- WorldCat: E39PBJvd78KqycRC9t843v3xXd